# Whats’On
Whats’On (auch WHATS’On) ist ein professionelles, für Sendeanstalten bestimmtes Planungspaket des belgischen Unternehmens MediaGeniX.
Das Softwarepaket wurde ursprünglich 1992 für die Vlaamse Televisie Maatschappij als Planungssystem für lineares Fernsehen entwickelt. 1999 wurde das System um die Möglichkeit erweitert, die Planung für Rundfunksender durchzuführen. In der neuesten Version (20) ist es außerdem möglich, Video-on-Demand, Streaming Video, Podcasting und Themenkanäle zu verwalten.
Das Planungssystem wird von öffentlich-rechtlichen Sendern verwendet, darunter Westdeutscher Rundfunk, Vlaamse Radio- en Televisieomroep, Radio-télévision belge de la Communauté française, Nederlandse Publieke Omroep, NRK, außerdem von kommerziellen Sendern, wie TV 2 (Dänemark), TVN und einer Reihe Sendern des SBS Broadcasting Group, unter anderem VT4, VIJF tv, Prima TV (Rumänien) und Kanal 4 (Dänemark).
Insgesamt werden mehr als 100 Kanäle mit Whats’On verwaltet.